# قطعنامه ۱۸۵۵ شورای امنیت
قطعنامه  ۱۸۵۵ شورای امنیت سازمان ملل متحد که در تاریخ ۱۹ دسامبر ۲۰۰۸ تصویب شد، سندی بین‌المللی دربارهٔ نقض حقوق انساندوستانهٔ بین‌المللی در قلمرو رواندا است. این قطعنامه طی نشست ۶۰۵۲ام با ۱۵ رای موافق، ۰ مخالف و ۰ ممتنع تصویب شد.